# Ольденбург (герцогство)
Герцогство Ольденбург (нем. Herzogtum Oldenburg) — государство, существовавшее на территории современной Германии в конце XVIII — начале XIX веков.

## История
После того, как в 1667 году скончался бездетный граф Антон Гюнтер, графство Ольденбург стало личным владением датских королей. Датское правление окончилось в 1773 году, когда в рамках решения Готторпского вопроса Ольденбург был передан датским королём Кристианом VII великому князю Павлу Петровичу (впоследствии император Павел I). В том же году новые владения переданы великим князем его двоюродному деду Фридриху-Августу (1711—1785). В 1777 году граф Фридрих Август I был возведён императором Иосифом II в герцогское достоинство, и графство Ольденбург стало герцогством.
Фридрих Август скончался в 1785 году, однако его сын Пётр Фридрих Вильгельм был душевнобольным, и поэтому герцогством на правах регента стал управлять князь-епископ Любекский Петер Фридрих Людвиг. В 1803 году в ходе германской медиатизации к Ольденбургскому герцогству отошли северные земли расформированного Мюнстерского княжества-епископства, а Любекское княжество-епископство было преобразовано в княжество Любек, которое было присоединено к Ольденбургу на условиях личной унии. В 1808 году герцогство вступило в Рейнский союз, войдя во французскую сферу влияния. В 1810 году герцогство Ольденбург было аннексировано Французской империей, и его территория была разделена между департаментами Устье Эльбы, Устье Везера, Верхний Эмс и Восточный Эмс.
После разгрома Наполеона Венский конгресс в 1815 году принял решение о воссоздании герцогства и преобразовании его в Великое герцогство Ольденбург.